# Neoramia marama
Neoramia marama är en spindelart som beskrevs av Forster och Wilton 1973. Neoramia marama ingår i släktet Neoramia och familjen trattspindlar. Inga underarter finns listade i Catalogue of Life.